# Comissão Verdade e Amizade
Comissão Verdade e Amizade (em tétum:  Komisaun Verdade no Amizade; em indonésio:  Komisi Kebenaran dan Persahabatan), também conhecida como CVA, é a comissão estabelecida em agosto de 2005 entre os governos da Indonésia e de Timor-Leste, a fim de investigar oficialmente os atos de violência na crise de Timor-Leste de 1999, quando forças de oposição à independência se revoltaram contra o referendo de libertação política de Portugal, ocorrido no mesmo ano. O envolvimento da Indonésia aparece quando o então presidente do país, Bacharuddin Jusuf Habibie, pediu o início do processo do referendo, e ordenou a supervisão de tais acontecimentos.
Após a realização das audiências privadas e revisões de documentos, a comissão entregou o relatório final a 15 de julho de 2008, para os presidentes de ambas as nações, e foi totalmente aprovado pelo presidente da Indonésia, Susilo Bambang Yudhoyono, proporcionando o primeiro reconhecimento por parte do governo da Indonésia sobre as violações dos direitos humanos cometidas pelas instituições estatais em Timor-Leste. A comissão é notável por ser a primeira comissão da "verdade" moderna de carácter bilateral (envolvendo duas nações).
A comissão, propriamente dita, foi anunciada em agosto de 2006 e procurou estabelecer "a verdade conclusiva sobre violações dos direitos humanos terem ocorrido antes mesmo da Consulta Popular (o referendo) a 30 de agosto de 1999", bem como "preparar recomendações que possam contribuir para 'curar feridas' do passado e fortalecer a amizade dos países asiáticos". O momento da criação da comissão foi criticada por alguns, os quais acreditavam que ela foi criada para subverter intencionalmente chamadas de um tribunal internacional para lidar com os acontecimentos em torno do referendo de 1999. O mandato da comissão permitiu analisar os documentos relativos a quatro âmbitos que cercaram os atos de violência: a interferência indonésia no governo timorense; o papel dos direitos humanos no território asiático; a situação dos crimes graves e a reconciliação das nações.